# Otto von Tiedemann
Otto von Tiedemann (* 17. Oktober 1811 in Königsberg; † 14. April 1892 in Dresden) war ein preußischer Generalleutnant und Kommandant von Posen.

## Leben

### Herkunft
Otto entstammt der westpreußischen Familie Tiedemann. Sein Urgroßvater Karl Eduard von Tiedemann kämpfte für Friedrich den Großen, dessen ältester Sohn Carl Friedrich Wilhelm (1756–1803) war der Großvater des Generals. Seine Eltern waren der preußische Oberst Karl von Tiedemann (1787–1848) und dessen Ehefrau Henriette, geborene von Hirsch (1787–1856).

### Militärkarriere
Nach dem Besuch des Gymnasiums in Erfurt trat Tiedemann in das 31. Infanterie-Regiment der Preußischen Armee ein und avancierte bis Mitte September 1830 zum Sekondeleutnant. Zur weiteren Ausbildung absolvierte er von Oktober 1833 bis Juli 1836 die Allgemeine Kriegsschule. Anschließend wurde Tiedemann zunächst als Bataillonsadjutant verwendet, stieg im Jahr 1842 zu Regimentsadjutanten auf und war ab dem 22. März 1843 als Adjutant der 7. Infanterie-Brigade kommandiert. Am 11. Juli 1848 folgte seine Beförderung zum Premierleutnant sowie am 12. September 1848 die Kommandierung als Adjutant der 7. Division.
Während des Feldzuges gegen Dänemark wurde Tiedemann am 22. März 1849 als Adjutant des Generalmajors von Hirschfeld nach Schleswig-Holstein kommandiert und nahm in dieser Eigenschaft an den Kämpfen bei Almind, Viuf, Vejle sowie Aarhus teil. Für sein Wirken erhielt er den Roten Adlerorden IV. Klasse mit Schwertern. Vom 27. November 1850 bis zum 15. Februar 1851 war er Generalstabsoffizier der mobilen 13. Division.
Unter Beförderung zum Hauptmann wurde Tiedemann am 12. April 1851 in den Großen Generalstab versetzt und am 19. Mai 1855 in den Generalstab der 6. Division kommandiert. Dort wurde er am 18. Juli 1855 zum Major befördert und am 12. Juli 1858 kehrte er in den Großen Generalstab zurück. Daran schloss sich am 23. November 1858 mit der Ernennung zum
Kommandeur des I. Bataillons eine Verwendung im 8. Infanterie-Regiment (Leib-Infanterie-Regiment) in Berlin an. Am 31. Mai 1859 zum Oberstleutnant befördert, war im selben Jahr während der Mobilmachung anlässlich des Sardinischen Krieges Kommandeur des mobilen 8. Landwehr-Regiments. Am 8. Mai 1860 beauftragte man ihn mit der Führung des 8. kombinierten Infanterie-Regiments, aus dem bei der Reorganisation der Armee zum 1. Juli 1860 das 5. Brandenburgische Infanterie-Regiment hervorging. Tiedemann erhielt das Kommando über den Verband, stieg am 18. Oktober 1861 zum Oberst und wurde im Januar 1862 anlässlich des Ordensfestes mit dem Roten Adlerorden III. Klasse mit Schwertern und am 22. September 1863 mit dem Kronen-Orden III. Klasse geehrt. Im Deutsch-Dänischen Krieg nahm er 1864 an der Besetzung von Fehmarn teil. Unter Stellung à la suite wurde Tiedemann am 13. Mai 1865 zum Kommandeur der 19. Infanterie-Brigade ernannt sowie am 18. Juli 1865 zum Generalmajor befördert.
Im Krieg gegen Österreich führte Tiedemann seine Brigade 1866 in den Kämpfen bei Nachod, Skalitz, Schweinschädel, Gradlitz sowie Königgrätz und erhielt für seine Leistungen den Orden Pour le Mérite. Am 18. Juni 1869 erfolgte seine Versetzung als Kommandant in die Festung Posen, wurde am 18. Juli 1870 Generalinspekteur der 2. Armee und 26. Juli 1870 zum Generalleutnant befördert. Im Krieg gegen Frankreich nahm er 1870 an der Einschließung von Metz sowie an der Schlacht bei Noisseville teil. Ausgezeichnet mit dem Eisernen Kreuz II. Klasse kehrte er nach dem Friedensschluss in seine Stellung als Kommandant von Posen zurück. Unter Verleihung des Roten Adlerordens I. Klasse mit Eichenlaub und Schwertern am Ringe wurde Tiedemann am 11. Juni 1872 mit der gesetzlichen Pension zur Disposition gestellt.
Er starb am 14. April 1892 in Dresden.

### Familie
Tiedemann heiratete am 21. April 1843 in Frankfurt (Oder) Emilie von Schönfeld (1820–1896), eine Tochter des sächsischen Kammerherrn und preußischen Oberförsters Karl August von Schönfeld. Aus der Ehe ging die Tochter Gertrud (1848–1914) hervor, die 1872 den Generalleutnant Hans Bauer von Bauern heiratete.